# Narasinha

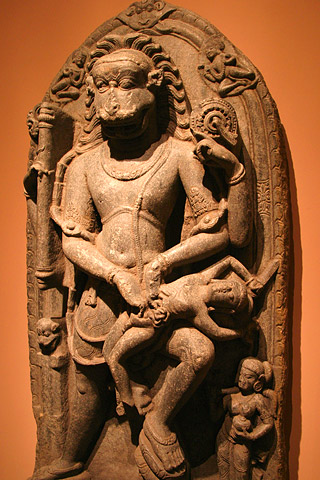
Figura Narasinhy z Norton Simon Museum w Pasadenie

Narasinha (nara „człowiek”, sinha „lew”) – w hinduizmie czwarta awatara Wisznu pojawiająca się w postaci człowieka z głową lwa.

## Narasinha wśastrach
Zgodnie z opisem Bhagawatapurany, Brahma obiecał asurze (demonowi) Haranjakaśipu, że nie uśmierci go dewa, człowiek ani zwierzę, zarówno nocy, jak i za dnia, ani na zewnątrz, ani w pomieszczeniu. Zabezpieczony tą gwarancją demon, rozzuchwalił się, działając na szkodę ludziom i wprowadzając chaos. Haranjakaśipu miał syna Prahlada, który był wielbicielem Wisznu. Ponieważ ojcu nie odpowiadał obiekt kultu syna, próbował przekonać go porzucenia czczenia. Gdy nie poskutkowały prośby, Haranjakaśipu postanowił zabić Prahlada, który poprzez modlitwę poprosił Wisznu o pomoc. Bóg wysłuchał modlitwy swego wielbiciela, a że związany był obietnicą Brahmy, pojawił się w pałacu demona o zmierzchu (porze nieprzynależnej ani do dnia, ani nocy) w formie pół lwiej i pół człowieczej i zabił asurę na balkonie.
Według Śiwapurany, złość Narasinhy nawet po zabiciu demona ciągle była tak ogromna, że musiał pojawić się Śiwa, by go uspokoić.

## Kult
Kult Narasinhy jest niezwykle popularny w Andhra Pradesh. Jedna ze świątyń zlokalizowana jest na Lwiej Górze (Simhachalam), inna w Ahowalam. Bramini skupieni wokół drugiego z tych miejsc uważają, iż Narasinha pojął za żonę kobietę wywodzącą się spośród nich. Rokrocznie upamiętniają to wydarzenie, celebrując zaślubiny awatara ze śmiertelną kobietą.

## Formy Narasinhy

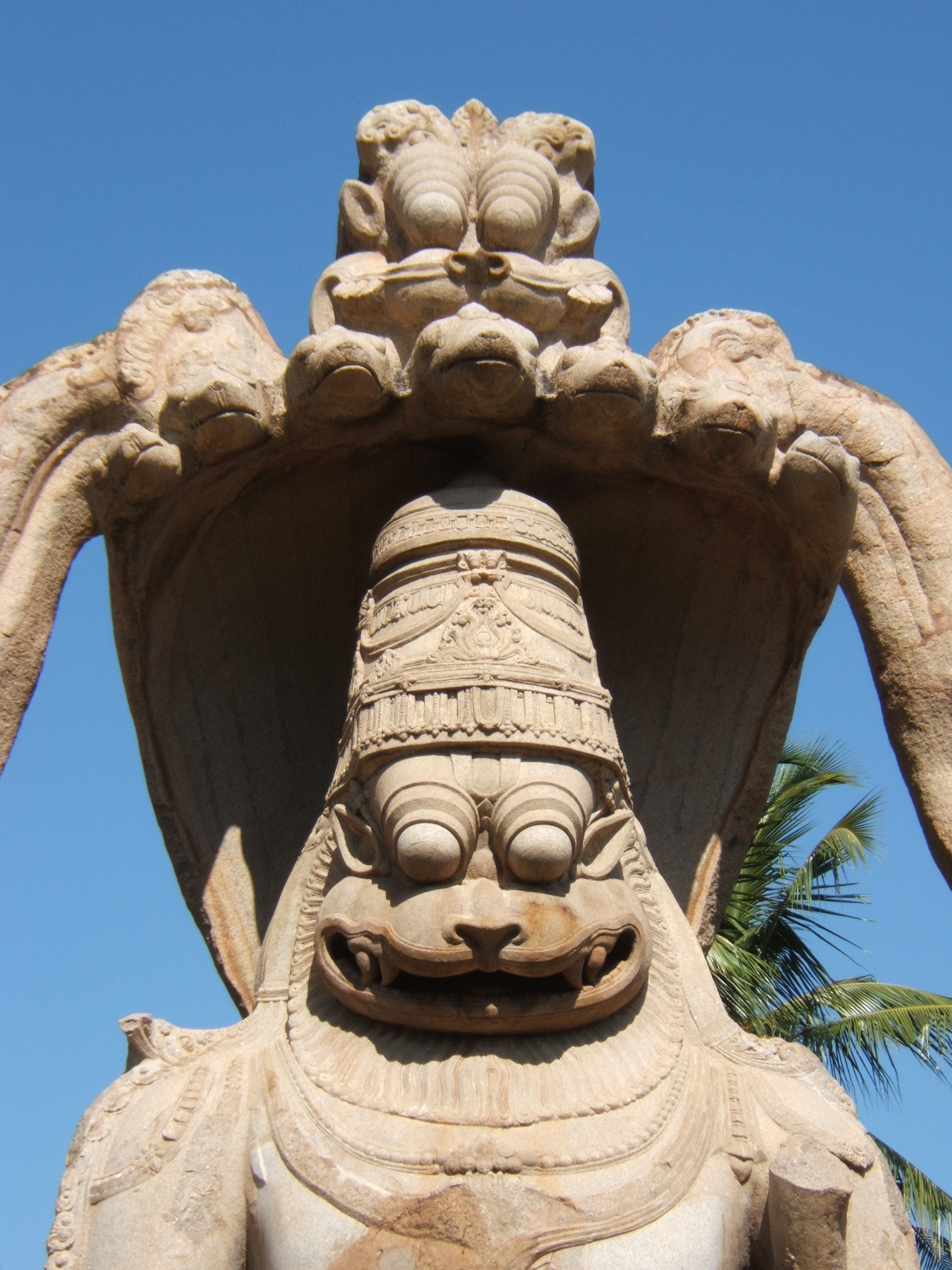
Narasinha w Hampi

Narasinha zwykle jest przedstawiany w dwóch formach:
- Prahlad Narasinha: po zabiciu Haranjakaśipu, w pozycji siedzącej z jelitami demona jako girlandą i Prahladem siedzącym na kolanie;
- Ugra Narasinha: człowieka-lwa w momencie wyłonienia się z kolumny, gdy jego gniew osiągnął największy poziom.